# Andreas Trautmann
Andreas Trautmann (Dresden, 21 mei 1959) is een voormalig voetballer uit de DDR. In 1989 werd de verdediger verkozen tot Oost-Duits voetballer van het jaar. Met Dynamo Dresden won hij driemaal de landstitel (1978, 1989 en 1990) en vier keer de nationale beker (1982, 1984, 1985 en 1989).

## Interlandcarrière
Trautmann kwam in totaal veertien keer (één doelpunt) uit voor het voetbalelftal van de Duitse Democratische Republiek in de periode 1983–1989. Hij maakte zijn debuut op 10 februari 1983 in de vriendschappelijke uitwedstrijd tegen Tunesië (0-2). Zijn eerste en enige interlandtreffer maakte hij op 22 maart 1989 in de vriendschappelijke thuiswedstrijd tegen Finland (1-1).

## Erelijst
Dynamo Dresden
- DDR-Oberliga

1978, 1989, 1990
- Oost-Duitse beker

1982, 1984, 1985, 1989